# Seznam vítězek turnajů Premier
Seznam vítězek turnajů WTA Premier představuje chronologický přehled finálových zápasů ve dvouhře a čtyřhře ženských tenisových profesionálních turnajů kategorie WTA Premier, která existovala v sezónách 2009–2020. Tři úrovně kategorie byly v roce 2021 nahrazeny kategoriemi WTA 500 a WTA 1000.

## Přehled finále

### 2009
| Turnaj            | Vítězky                                                        | Finalistky                                                     | Výsledek              |
| ----------------- | -------------------------------------------------------------- | -------------------------------------------------------------- | --------------------- |
| Turnaj mistryň    |                                                                |                                                                |                       |
| Istanbul          | Serena Williamsová                                             | Venus Williamsová                                              | 6–2, 7–6(7–4)         |
| Istanbul          | Nuria Llagosteraová Vivesová María José Martínezová Sánchezová | Cara Blacková Liezel Huberová                                  | 7–6(7–0), 5–7, [10–7] |
| Premier Mandatory |                                                                |                                                                |                       |
| Indian Wells      | Věra Zvonarevová                                               | Ana Ivanovićová                                                | 7–6(7–5), 6–2         |
| Indian Wells      | Viktoria Azarenková Věra Zvonarevová                           | Gisela Dulková Šachar Pe'erová                                 | 6–4, 3–6, [10–5]      |
| Miami             | Viktoria Azarenková                                            | Serena Williamsová                                             | 6–3, 6–1              |
| Miami             | Světlana Kuzněcovová Amélie Mauresmová                         | Květa Peschkeová Lisa Raymondová                               | 4–6, 6–1, [10–3]      |
| Madrid            | Dinara Safinová                                                | Caroline Wozniacká                                             | 6–2, 6–4              |
| Madrid            | Cara Blacková Liezel Huberová                                  | Květa Peschkeová Lisa Raymondová                               | 4–6, 6–3, [10–6]      |
| Peking            | Světlana Kuzněcovová                                           | Agnieszka Radwańská                                            | 6–2, 6–4              |
| Peking            | Sie Šu-wej Pcheng Šuaj                                         | Alla Kudrjavcevová Jekatěrina Makarovová                       | 6–3, 6–1              |
| Premier 5         |                                                                |                                                                |                       |
| Dubaj             | Venus Williamsová                                              | Virginie Razzanová                                             | 6–4, 6–2              |
| Dubaj             | Cara Blacková Liezel Huberová                                  | Maria Kirilenková Agnieszka Radwańská                          | 6–3, 6–3              |
| Řím               | Dinara Safinová                                                | Světlana Kuzněcovová                                           | 6–3, 6–2              |
| Řím               | Sie Šu-wej Pcheng Šuaj                                         | Daniela Hantuchová Ai Sugijamová                               | 7–5, 7–6(7–5)         |
| Cincinnati        | Jelena Jankovićová                                             | Dinara Safinová                                                | 6–4, 6–2              |
| Cincinnati        | Cara Blacková Liezel Huberová                                  | Nuria Llagosteraová Vivesová María José Martínezová Sánchezová | 6–3, 0–6, [10–2]      |
| Toronto           | Jelena Dementěvová                                             | Maria Šarapovová                                               | 6–4, 6–3              |
| Toronto           | Nuria Llagosteraová Vivesová María José Martínezová Sánchezová | Samantha Stosurová Rennae Stubbsová                            | 2–6, 7–5, [11–9]      |
| Tokio             | Maria Šarapovová                                               | Jelena Jankovićová                                             | 5–2skreč              |
| Tokio             | Alisa Klejbanovová / Francesca Schiavoneová                    | Daniela Hantuchová / Ai Sugijamová                             | 6–4, 6–2              |
| Premier           |                                                                |                                                                |                       |
| Sydney            | Jelena Dementěvová                                             | Dinara Safinová                                                | 6–3, 2–6, 6–1         |
| Sydney            | Sie Šu-wej Pcheng Šuaj                                         | Nathalie Dechyová Casey Dellacquová                            | 6–0, 6–1              |
| Paříž             | Amélie Mauresmová                                              | Jelena Dementěvová                                             | 7–6(9–7), 2–6, 6–4    |
| Paříž             | Cara Blacková Liezel Huberová                                  | Květa Peschkeová Lisa Raymondová                               | 6–4, 3–6, [10–4]      |
| Charleston        | Sabine Lisická                                                 | Caroline Wozniacká                                             | 6–2, 6–4              |
| Charleston        | Bethanie Matteková-Sandsová Naděžda Petrovová                  | Līga Dekmeijereová Patty Schnyderová                           | 6–7(5–7), 6–2, [11–9] |
| Stuttgart         | Světlana Kuzněcovová                                           | Dinara Safinová                                                | 6–4, 6–3              |
| Stuttgart         | Bethanie Matteková-Sandsová Naděžda Petrovová                  | Gisela Dulková Flavia Pennettaová                              | 5–7, 6–3, [10–7]      |
| Varšava           | Alexandra Dulgheruová                                          | Aljona Bondarenková                                            | 7–6(–3), 3–6, 6–0     |
| Varšava           | Raquel Kopsová-Jonesová Bethanie Matteková-Sandsová            | Jen C’ Čeng Ťie                                                | 6–1, 6–1              |
| Eastbourne        | Caroline Wozniacká                                             | Virginie Razzanová                                             | 7–6, 7–5              |
| Eastbourne        | Akgul Amanmuradovová Ai Sugijamová                             | Samantha Stosurová Rennae Stubbsová                            | 6–4, 6–3              |
| Stanford          | Marion Bartoliová                                              | Venus Williamsová                                              | 6–2, 5–7, 6–4         |
| Stanford          | Serena Williamsová Venus Williamsová                           | Čan Jung-žan Monica Niculescuová                               | 6–4, 6–1              |
| Los Angeles       | Flavia Pennettaová                                             | Samantha Stosurová                                             | 6–4, 6–3              |
| Los Angeles       | Čuang Ťia-žung Jen C’                                          | Maria Kirilenková Agnieszka Radwańská                          | 6–0, 4–6, [10–7]      |
| New Haven         | Caroline Wozniacká                                             | Jelena Vesninová                                               | 6–2, 6–4              |
| New Haven         | Nuria Llagosteraová Vivesová María José Martínezová Sánchezová | Iveta Benešová Lucie Hradecká                                  | 6–2, 7–5              |
| Moskva            | Francesca Schiavoneová                                         | Olga Govorcovová                                               | 6–3, 6–0              |
| Moskva            | Maria Kirilenková Naděžda Petrovová                            | Marija Kondratěvová Klára Zakopalová                           | 6–2, 6–2              |

### 2010
| Turnaj            | Vítězky                                                        | Finalistky                                                     | Výsledek               |
| ----------------- | -------------------------------------------------------------- | -------------------------------------------------------------- | ---------------------- |
| Turnaj mistryň    |                                                                |                                                                |                        |
| Istanbul          | Kim Clijstersová                                               | Caroline Wozniacká                                             | 6–3, 5–7, 6–3          |
| Istanbul          | Gisela Dulková Flavia Pennettaová                              | Květa Peschkeová Katarina Srebotniková                         | 7–5, 6–4               |
| Premier Mandatory |                                                                |                                                                |                        |
| Indian Wells      | Jelena Jankovićová                                             | Caroline Wozniacká                                             | 6–2, 6–4               |
| Indian Wells      | Květa Peschkeová Katarina Srebotniková                         | Naděžda Petrovová Samantha Stosurová                           | 6–4, 2–6, [10–5]       |
| Miami             | Kim Clijstersová                                               | Venus Williamsová                                              | 6–2, 6–1               |
| Miami             | Gisela Dulková Flavia Pennettaová                              | Naděžda Petrovová Samantha Stosurová                           | 6–3, 4–6, [10–7]       |
| Madrid            | Aravane Rezaïová                                               | Venus Williamsová                                              | 6–2, 7–5               |
| Madrid            | Serena Williamsová Venus Williamsová                           | Gisela Dulková Flavia Pennettaová                              | 6–2, 7–5               |
| Peking            | Caroline Wozniacká                                             | Věra Zvonarevová                                               | 6–3, 3–6, 6–3          |
| Peking            | Čuang Ťia-žung Olga Govorcovová                                | Gisela Dulková Flavia Pennettaová                              | 7–6(7–2), 1–6, [10–7]  |
| Premier 5         |                                                                |                                                                |                        |
| Dubaj             | Venus Williamsová                                              | Viktoria Azarenková                                            | 6–3, 7–5               |
| Dubaj             | Nuria Llagosteraová Vivesová María José Martínezová Sánchezová | Květa Peschkeová Katarina Srebotniková                         | 7–6(7–5), 6–4          |
| Řím               | María José Martínezová Sánchezová                              | Jelena Jankovićová                                             | 7–6(7–5), 7–5          |
| Řím               | Gisela Dulková Flavia Pennettaová                              | María José Martínezová Sánchezová Nuria Llagosteraová Vivesová | 6–4, 6–2               |
| Cincinnati        | Kim Clijstersová                                               | Maria Šarapovová                                               | 2–6, 7–6(7–4), 6–2     |
| Cincinnati        | Viktoria Azarenková Maria Kirilenková                          | Lisa Raymondová Rennae Stubbsová                               | 7–6(7–4), 7–6(10–8)    |
| Montréal          | Caroline Wozniacká                                             | Věra Zvonarevová                                               | 6–3, 6–2               |
| Montréal          | Gisela Dulková Flavia Pennettaová                              | Květa Peschkeová Katarina Srebotniková                         | 7–5, 3–6, [12–10]      |
| Tokio             | Caroline Wozniacká                                             | Jelena Dementěvová                                             | 1–6, 6–2, 6–3          |
| Tokio             | Iveta Benešová Barbora Záhlavová-Strýcová                      | Šachar Pe'erová Pcheng Šuaj                                    | 6–4, 4–6, [10-8]       |
| Premier           |                                                                |                                                                |                        |
| Sydney            | Jelena Dementěvová                                             | Serena Williamsová                                             | 6–3, 6–2               |
| Sydney            | Cara Blacková Liezel Huberová                                  | Tathiana Garbinová Naděžda Petrovová                           | 6–1, 3–6, [10–3]       |
| Paříž             | Jelena Dementěvová                                             | Lucie Šafářová                                                 | 6–7(5–7), 6–1, 6–4     |
| Paříž             | Iveta Benešová Barbora Záhlavová-Strýcová                      | Cara Blacková Liezel Huberová                                  | bez boje               |
| Charleston        | Samantha Stosurová                                             | Věra Zvonarevová                                               | 6–0, 6–3               |
| Charleston        | Liezel Huberová Naděžda Petrovová                              | Vania Kingová Michaëlla Krajiceková                            | 6–3, 6–4               |
| Stuttgart         | Justine Heninová                                               | Samantha Stosurová                                             | 6–4, 2–6, 6–1          |
| Stuttgart         | Gisela Dulková Flavia Pennettaová                              | Květa Peschkeová Katarina Srebotniková                         | 3–6, 7–6(7–3), [10–5]  |
| Varšava           | Alexandra Dulgheruová                                          | Čeng Ťie                                                       | 6–3, 6–4               |
| Varšava           | Virginia Ruanová Pascualová Meghann Shaughnessyová             | Cara Blacková Jen C’                                           | 6–3, 6–4               |
| Eastbourne        | Jekatěrina Makarovová                                          | Viktoria Azarenková                                            | 7–6(7–5), 6–4          |
| Eastbourne        | Lisa Raymondová Rennae Stubbsová                               | Květa Peschkeová Katarina Srebotniková                         | 6–2, 2–6, [13–11]      |
| Stanford          | Viktoria Azarenková                                            | Maria Šarapovová                                               | 6–4, 6–1               |
| Stanford          | Lindsay Davenportová Liezel Huberová                           | Čan Jung-žan Čeng Ťie                                          | 7–5, 6–7(8–10), [10–8] |
| San Diego         | Světlana Kuzněcovová                                           | Agnieszka Radwańská                                            | 6–4, 6–7(7–9), 6–3     |
| San Diego         | Maria Kirilenková Čeng Ťie                                     | Lisa Raymondová Rennae Stubbsová                               | >6–4, 6–4              |
| New Haven         | Caroline Wozniacká                                             | Naděžda Petrovová                                              | 6–3, 3–6, 6–3          |
| New Haven         | Květa Peschkeová Katarina Srebotniková                         | Bethanie Matteková-Sandsová Meghann Shaughnessyová             | 7–5, 6–0               |
| Moskva            | Viktoria Azarenková                                            | Maria Kirilenková                                              | 6–3, 6–4               |
| Moskva            | Gisela Dulková Flavia Pennettaová                              | Sara Erraniová María José Martínezová Sánchezová               | 6–3, 2–6, [10–6]       |

### 2011
| Turnaj            | Vítězky                                            | Finalistky                                         | Výsledek              |
| ----------------- | -------------------------------------------------- | -------------------------------------------------- | --------------------- |
| Turnaj mistryň    |                                                    |                                                    |                       |
| Istanbul          | Petra Kvitová                                      | Viktoria Azarenková                                | 7–5, 4–6, 6–3         |
| Istanbul          | Liezel Huberová Lisa Raymondová                    | Květa Peschkeová Katarina Srebotniková             | 6–4, 6–4              |
| Premier Mandatory |                                                    |                                                    |                       |
| Indian Wells      | Caroline Wozniacká                                 | Marion Bartoliová                                  | 6–1, 2–6, 6–3         |
| Indian Wells      | Sania Mirzaová Jelena Vesninová                    | Bethanie Matteková-Sandsová Meghann Shaughnessyová | 6–0, 7–5              |
| Miami             | Viktoria Azarenková                                | Maria Šarapovová                                   | 6–1, 6–4              |
| Miami             | Daniela Hantuchová Agnieszka Radwańská             | Liezel Huberová Naděžda Petrovová                  | 7–6(7–5), 2–6, [10–8] |
| Madrid            | Petra Kvitová                                      | Viktoria Azarenková                                | 7–6(7–3), 6–4         |
| Madrid            | Viktoria Azarenková Maria Kirilenková              | Květa Peschkeová Katarina Srebotniková             | 6–4, 6–3              |
| Peking            | Agnieszka Radwańská                                | Andrea Petkovicová                                 | 7–5, 0–6, 6–4         |
| Peking            | Květa Peschkeová Katarina Srebotniková             | Gisela Dulková Flavia Pennettaová                  | 6–3, 6–4              |
| Premier 5         |                                                    |                                                    |                       |
| Dubaj             | Caroline Wozniacká                                 | Světlana Kuzněcovová                               | 6–1, 6–3              |
| Dubaj             | Liezel Huberová María José Martínezová Sánchezová  | Květa Peschkeová Katarina Srebotniková             | 7–6(7–5), 6–3         |
| Řím               | Maria Šarapovová                                   | Samantha Stosurová                                 | 6–2, 6–4              |
| Řím               | Pcheng Šuaj Čeng Ťie                               | Vania Kingová Jaroslava Švedovová                  | 6–2, 6–3              |
| Toronto           | Serena Williamsová                                 | Samantha Stosurová                                 | 6–4, 6–2              |
| Toronto           | Liezel Huberová Lisa Raymondová                    | Viktoria Azarenková Maria Kirilenková              | bez boje              |
| Cincinnati        | Maria Šarapovová                                   | Jelena Jankovićová                                 | 4–6, 7–6(7–3), 6–3    |
| Cincinnati        | Vania Kingová Jaroslava Švedovová                  | Natalie Grandinová Vladimíra Uhlířová              | 6–4, 3–6, [11–9]      |
| Tokio             | Agnieszka Radwańská                                | Věra Zvonarevová                                   | 6–3, 6–2              |
| Tokio             | Liezel Huberová Lisa Raymondová                    | Gisela Dulková Flavia Pennettaová                  | 7–6(7–4), 0–6, [10–6] |
| Premier           |                                                    |                                                    |                       |
| Sydney            | Li Na                                              | Kim Clijstersová                                   | 7–6(7–3), 6–3         |
| Sydney            | Iveta Benešová Barbora Záhlavová-Strýcová          | Květa Peschkeová Katarina Srebotniková             | 4–6, 6–4, [10–7]      |
| Paříž             | Petra Kvitová                                      | Kim Clijstersová                                   | 6–4, 6–3              |
| Paříž             | Bethanie Matteková-Sandsová Meghann Shaughnessyová | Věra Duševinová Jekatěrina Makarovová              | 6–4, 6–2              |
| Dauhá             | Věra Zvonarevová                                   | Caroline Wozniacká                                 | 6–4, 6–4              |
| Dauhá             | Květa Peschkeová Katarina Srebotniková             | Liezel Huberová Naděžda Petrovová                  | 7–5, 6–7(2–7), [10–8] |
| Charleston        | Caroline Wozniacká                                 | Jelena Vesninová                                   | 6–2, 6–3              |
| Charleston        | Sania Mirzaová Jelena Vesninová                    | Bethanie Matteková-Sandsová Meghann Shaughnessyová | 6–4, 6–4              |
| Stuttgart         | Julia Görgesová                                    | Caroline Wozniacká                                 | 7–6(7–3), 6–3         |
| Stuttgart         | Sabine Lisická Samantha Stosurová                  | Kristina Barroisová Jasmin Wöhrová                 | 6–1, 7–6(7–5)         |
| Brusel            | Caroline Wozniacká                                 | Pcheng Šuaj                                        | 2–6, 6–3, 6–3         |
| Brusel            | Andrea Hlaváčková Galina Voskobojevová             | Klaudia Jansová Alicja Rosolská                    | 3–6, 6–0, [10–5]      |
| Eastbourne        | Marion Bartoliová                                  | Petra Kvitová                                      | 6–1, 4–6, 7–5         |
| Eastbourne        | Květa Peschkeová Katarina Srebotniková             | Liezel Huberová Lisa Raymondová                    | 6–3, 6–0              |
| Stanford          | Serena Williamsová                                 | Marion Bartoliová                                  | 7–5, 6–1              |
| Stanford          | Viktoria Azarenková Maria Kirilenková              | Liezel Huberová Lisa Raymondová                    | 6–1, 6–3              |
| San Diego         | Agnieszka Radwańská                                | Věra Zvonarevová                                   | 6–3, 6–4              |
| San Diego         | Květa Peschkeová Katarina Srebotniková             | Raquel Kopsová-Jonesová Abigail Spearsová          | 6–0, 6–2              |
| New Haven         | Caroline Wozniacká                                 | Petra Cetkovská                                    | 6–4, 6–1              |
| New Haven         | Čuang Ťia-žung Olga Govorcovová                    | Sara Erraniová Roberta Vinciová                    | 7–5, 6–2              |
| Moskva            | Dominika Cibulková                                 | Kaia Kanepiová                                     | 3–6, 7–6(7–1), 7–5    |
| Moskva            | Vania Kingová Jaroslava Švedovová                  | Anastasia Rodionovová Galina Voskobojevová         | 7–6(7–3), 6–3         |

### 2012
| Turnaj            | Vítězky                                                | Finalistky                                     | Výsledek              |
| ----------------- | ------------------------------------------------------ | ---------------------------------------------- | --------------------- |
| Turnaj mistryň    |                                                        |                                                |                       |
| Istanbul          | Serena Williamsová                                     | Maria Šarapovová                               | 6–4, 6–3              |
| Istanbul          | Maria Kirilenková Naděžda Petrovová                    | Andrea Hlaváčková Lucie Hradecká               | 6–1, 6–4              |
| Premier Mandatory |                                                        |                                                |                       |
| Indian Wells      | Viktoria Azarenková                                    | Maria Šarapovová                               | 6–2, 6–3              |
| Indian Wells      | Liezel Huberová Lisa Raymondová                        | Sania Mirzaová Jelena Vesninová                | 6–2, 6–3              |
| Miami             | Agnieszka Radwańská                                    | Maria Šarapovová                               | 7–5, 6–4              |
| Miami             | Maria Kirilenková Naděžda Petrovová                    | Sara Erraniová Roberta Vinciová                | 7–6(7–0), 4–6, [10–4] |
| Madrid            | Serena Williamsová                                     | Viktoria Azarenková                            | 6–1, 6–3              |
| Madrid            | Sara Erraniová Roberta Vinciová                        | Jekatěrina Makarovová Jelena Vesninová         | 6–1, 3–6, [10-8]      |
| Peking            | Viktoria Azarenková                                    | Maria Šarapovová                               | 6–3, 6–1              |
| Peking            | Jekatěrina Makarovová Jelena Vesninová                 | Nuria Llagosteraová Vivesová Sania Mirzaová    | 7–5, 7–5              |
| Premier 5         |                                                        |                                                |                       |
| Dauhá             | Viktoria Azarenková                                    | Samantha Stosurová                             | 6–1, 6–2              |
| Dauhá             | Liezel Huberová Lisa Raymondová                        | Raquel Kopsová-Jonesová Abigail Spearsová      | 6–3, 6–1              |
| Řím               | Maria Šarapovová                                       | Li Na                                          | 4–6, 6–4, 7–6(7–5)    |
| Řím               | Sara Erraniová Roberta Vinciová                        | Jekatěrina Makarovová Jelena Vesninová         | 6–2, 7–5              |
| Montréal          | Petra Kvitová                                          | Li Na                                          | 7–5, 2–6, 6–3         |
| Montréal          | Klaudia Jansová-Ignaciková Kristina Mladenovicová      | Naděžda Petrovová Katarina Srebotniková        | 7–5, 2–6, [10-7]      |
| Cincinnati        | Li Na                                                  | Angelique Kerberová                            | 1–6, 6–3, 6–1         |
| Cincinnati        | Andrea Hlaváčková Lucie Hradecká                       | Katarina Srebotniková Čeng Ťie                 | 6–1, 6–3              |
| Tokio             | Naděžda Petrovová                                      | Agnieszka Radwańská                            | 6–0, 1–6, 6–3         |
| Tokio             | Raquel Kopsová-Jonesová Abigail Spearsová              | Anna-Lena Grönefeldová Květa Peschkeová        | 6–1, 6–4              |
| Premier           |                                                        |                                                |                       |
| Brisbane          | Kaia Kanepiová                                         | Daniela Hantuchová                             | 6–2, 6–1              |
| Brisbane          | Květa Peschkeová Katarina Srebotniková                 | Liezel Huberová Lisa Raymondová                | 6–1, 4–6, [13–11]     |
| Sydney            | Viktoria Azarenková                                    | Li Na                                          | 6–2, 1–6, 6–3         |
| Sydney            | Květa Peschkeová Katarina Srebotniková                 | Liezel Huberová Lisa Raymondová                | 6–1, 4–6, [13–11]     |
| Paříž             | Angelique Kerberová                                    | Marion Bartoliová                              | 7–6(7–3), 5–7, 6–3    |
| Paříž             | Liezel Huberová Lisa Raymondová                        | Anna-Lena Grönefeldová Petra Martićová         | 7–6(7–4), 6–1         |
| Dubaj             | Agnieszka Radwańská                                    | Julia Görgesová                                | 7–5, 6–4              |
| Dubaj             | Liezel Huberová Lisa Raymondová                        | Sania Mirzaová Jelena Vesninová                | 6–2, 6–1              |
| Charleston        | Serena Williamsová                                     | Lucie Šafářová                                 | 6–0, 6–1              |
| Charleston        | Anastasija Pavljučenkovová Lucie Šafářová              | Anabel Medina Garriguesová Jaroslava Švedovová | 5–7, 6–4, [10–6]      |
| Stuttgart         | Maria Šarapovová                                       | Viktoria Azarenková                            | 6–1, 6–4              |
| Stuttgart         | Iveta Benešová Barbora Záhlavová-Strýcová              | Julia Görgesová Anna-Lena Grönefeldová         | 6–4, 7–5              |
| Brusel            | Agnieszka Radwańská                                    | Simona Halepová                                | 7–5, 6-0              |
| Brusel            | Bethanie Mattek-Sandsová Sania Mirzaová                | Alicja Rosolská Čeng Ťie                       | 6–3, 6–2              |
| Eastbourne        | Tamira Paszeková                                       | Angelique Kerberová                            | 5-7, 6–3, 7–5         |
| Eastbourne        | Nuria Llagosteraová Vivesová MJ Martínezová Sánchezová | Liezel Huberová Lisa Raymondová                | 6–4skreč              |
| Stanford          | Serena Williamsová                                     | Coco Vandewegheová                             | 7–5, 6–3              |
| Stanford          | Marina Erakovicová Heather Watsonová                   | Jarmila Gajdošová Vania Kingová                | 7–5, 7–6(7–9)         |
| San Diego         | Dominika Cibulková                                     | Marion Bartoliová                              | 6–1, 7–5              |
| San Diego         | Raquel Kopsová-Jonesová Abigail Spearsová              | Vania Kingová Naděžda Petrovová                | 6–2, 6–4              |
| New Haven         | Petra Kvitová                                          | Maria Kirilenková                              | 7–6(11–9), 7–5        |
| New Haven         | Liezel Huberová Lisa Raymondová                        | Andrea Hlaváčková Lucie Hradecká               | 4–6, 6–0, [10–4]      |
| Moskva            | Caroline Wozniacká                                     | Samantha Stosurová                             | 6–2, 4–6, 7–5         |
| Moskva            | Jekatěrina Makarovová Jelena Vesninová                 | Maria Kirilenková Naděžda Petrovová            | 6–3, 1–6, [10–8]      |

### 2013
| Turnaj            | Vítězky                                    | Finalistky                                          | Výsledek           |
| ----------------- | ------------------------------------------ | --------------------------------------------------- | ------------------ |
| Turnaj mistryň    |                                            |                                                     |                    |
| Istanbul          | Serena Williamsová                         | Li Na                                               | 2–6, 6–3, 6-0      |
| Istanbul          | Pcheng Šuaj Sie Šu-wej                     | Jelena Vesninová Jekatěrina Makarovová              | 6–4, 7–5           |
| Premier Mandatory |                                            |                                                     |                    |
| Indian Wells      | Maria Šarapovová                           | Caroline Wozniacká                                  | 6–2, 6–2           |
| Indian Wells      | Jekatěrina Makarovová Jelena Vesninová     | Naděžda Petrovová Katarina Srebotniková             | 6–0, 5–7, [10–6]   |
| Miami             | Serena Williamsová                         | Maria Šarapovová                                    | 4–6, 6–3, 6–0      |
| Miami             | Naděžda Petrovová Katarina Srebotniková    | Lisa Raymondová Laura Robsonová                     | 6–1, 7–6(7–2)      |
| Madrid            | Serena Williamsová                         | Maria Šarapovová                                    | 6–1, 6–4           |
| Madrid            | Anastasija Pavljučenkovová Lucie Šafářová  | Cara Blacková Marina Erakovicová                    | 6–2, 6–4           |
| Peking            | Serena Williamsová                         | Jelena Jankovićová                                  | 6–2, 6–2           |
| Peking            | Cara Blacková Sania Mirzaová               | Věra Duševinová Arantxa Parraová Santonjaová        | 6–2, 6–2           |
| Premier 5         |                                            |                                                     |                    |
| Dauhá             | Viktoria Azarenková                        | Serena Williamsová                                  | 7–6(8–6), 2–6, 6–3 |
| Dauhá             | Sara Erraniová Roberta Vinciová            | Naděžda Petrovová Katarina Srebotniková             | 2–6, 6–3, [10–6]   |
| Řím               | Serena Williamsová                         | Viktoria Azarenková                                 | 6–1, 6–3           |
| Řím               | Sie Šu-wej Pcheng Šuaj                     | Sara Erraniová Roberta Vinciová                     | 4–6, 6–3, [10–8]   |
| Toronto           | Serena Williamsová                         | Sorana Cîrsteaová                                   | 6–2, 6–0           |
| Toronto           | Jelena Jankovićová Katarina Srebotniková   | Anna-Lena Grönefeldová Květa Peschkeová             | 5–7, 6–2, [10–6]   |
| Cincinnati        | Viktoria Azarenková                        | Serena Williamsová                                  | 2–6, 6–2, 7–6(8–6) |
| Cincinnati        | Sie Šu-wej Pcheng Šuaj                     | Anna-Lena Grönefeldová Květa Peschkeová             | 2–6, 6–3, [12–10]  |
| Tokio             | Petra Kvitová                              | Angelique Kerberová                                 | 6–2, 0–6, 6–3      |
| Tokio             | Cara Blacková Sania Mirzaová               | Čan Chao-čching Liezel Huberová                     | 4–6, 6–0, [11–9]   |
| Premier           |                                            |                                                     |                    |
| Brisbane          | Serena Williamsová                         | Anastasija Pavljučenkovová                          | 6–2, 6–1           |
| Brisbane          | Bethanie Matteková-Sandsová Sania Mirzaová | Anna-Lena Grönefeldová Květa Peschkeová             | 4–6, 6–4, [10–7]   |
| Sydney            | Agnieszka Radwańská                        | Dominika Cibulková                                  | 6–0, 6–0           |
| Sydney            | Naděžda Petrovová Katarina Srebotniková    | Sara Erraniová Roberta Vinciová                     | 6-3, 6-4           |
| Paříž             | Mona Barthelová                            | Sara Erraniová                                      | 7–5, 7–6(7–4)      |
| Paříž             | Sara Erraniová Roberta Vinciová            | Andrea Hlaváčková Liezel Huberová                   | 6–1, 6–1           |
| Dubaj             | Petra Kvitová                              | Sara Erraniová                                      | 6–2, 1–6, 6–1      |
| Dubaj             | Bethanie Matteková-Sandsová Sania Mirzaová | Naděžda Petrovová Katarina Srebotniková             | 6–4, 2–6, [10–7]   |
| Charleston        | Serena Williamsová                         | Jelena Jankovićová                                  | 3–6, 6–0, 6–2      |
| Charleston        | Kristina Mladenovicová Lucie Šafářová      | Andrea Hlaváčková Liezel Huberová                   | 6–3, 7–6(8–6)      |
| Stuttgart         | Maria Šarapovová                           | Li Na                                               | 6–4, 6–3           |
| Stuttgart         | Mona Barthelová Sabine Lisická             | Bethanie Matteková-Sandsová Sania Mirzaová          | 6–4, 7–5           |
| Brusel            | Kaia Kanepiová                             | Pcheng Šuaj                                         | 6–2, 7–5           |
| Brusel            | Anna-Lena Grönefeldová Květa Peschkeová    | Gabriela Dabrowská Šachar Pe'erová                  | 6–0, 6–3           |
| Eastbourne        | Jelena Vesninová                           | Jamie Hamptonová                                    | 6–2, 6–1           |
| Eastbourne        | Naděžda Petrovová Katarina Srebotniková    | Monica Niculescuová Klára Zakopalová                | 6–3, 6–3           |
| Stanford          | Dominika Cibulková                         | Agnieszka Radwańská                                 | 3–6, 6–4, 6–4      |
| Stanford          | Raquel Kopsová-Jonesová Abigail Spearsová  | Julia Görgesová Darija Juraková                     | 6–2, 7–6(7–4)      |
| San Diego         | Samantha Stosurová                         | Viktoria Azarenková                                 | 6–2, 6–3           |
| San Diego         | Raquel Kopsová-Jonesová Abigail Spearsová  | Čan Chao-čching Janette Husárová                    | 6–4, 6–1           |
| New Haven         | Simona Halepová                            | Petra Kvitová                                       | 6–2, 6–2           |
| New Haven         | Sania Mirzaová Čeng Ťie                    | Anabel Medinaová Garriguesová Katarina Srebotniková | 6–3, 6–4           |
| Moskva            | Simona Halepová                            | Samantha Stosurová                                  | 7–6, 6–2           |
| Moskva            | Samantha Stosurová Světlana Kuzněcovová    | Alla Kudrjavcevová Anastasia Rodionovová            | 6–1, 1–6, [10–8]   |

### 2014
| Turnaj            | Vítězky                                           | Finalistky                                      | Výsledek              |
| ----------------- | ------------------------------------------------- | ----------------------------------------------- | --------------------- |
| Turnaj mistryň    |                                                   |                                                 |                       |
| Singapur          | Serena Williamsová                                | Simona Halepová                                 | 6–3, 6–0              |
| Singapur          | Cara Blacková Sania Mirzaová                      | Pcheng Šuaj Sie Šu-wej                          | 6–1, 6–0              |
| Premier Mandatory |                                                   |                                                 |                       |
| Indian Wells      | Flavia Pennettaová                                | Agnieszka Radwańská                             | 6–2, 6–1              |
| Indian Wells      | Sie Šu-wej Pcheng Šuaj                            | Cara Blacková Sania Mirzaová                    | 7–6(7–5), 6–2         |
| Miami             | Serena Williamsová                                | Li Na                                           | 7–5, 6–1              |
| Miami             | Martina Hingisová Sabine Lisická                  | Jekatěrina Makarovová Jelena Vesninová          | 4–6, 6–4, [10–5]      |
| Madrid            | Maria Šarapovová                                  | Simona Halepová                                 | 1–6, 6–2, 6–3         |
| Madrid            | Sara Erraniová Roberta Vinciová                   | Garbiñe Muguruzaová Carla Suárezová Navarrová   | 6–4, 6–4              |
| Peking            | Maria Šarapovová                                  | Petra Kvitová                                   | 6–4, 2–6, 6–3         |
| Peking            | Andrea Hlaváčková Pcheng Šuaj                     | Cara Blacková Sania Mirzaová                    | 6–4, 6–4              |
| Premier 5         |                                                   |                                                 |                       |
| Dauhá             | Simona Halepová                                   | Angelique Kerberová                             | 6–2, 6–3              |
| Dauhá             | Sie Šu-wej Pcheng Šuaj                            | Květa Peschkeová Katarina Srebotniková          | 6–4, 6–0              |
| Řím               | Serena Williamsová                                | Sara Erraniová                                  | 6–3, 6–0              |
| Řím               | Květa Peschkeová Katarina Srebotniková            | Sara Erraniová Roberta Vinciová                 | 4–0skreč              |
| Montréal          | Agnieszka Radwańská                               | Venus Williamsová                               | 6–4, 6–2              |
| Montréal          | Sara Erraniová Roberta Vinciová                   | Cara Blacková Sania Mirzaová                    | 7–6(7–4), 6–3         |
| Cincinnati        | Serena Williamsová                                | Ana Ivanovićová                                 | 6–4, 6–1              |
| Cincinnati        | Raquel Kopsová-Jonesová Abigail Spearsová         | Tímea Babosová Kristina Mladenovicová           | 6–1, 2–0skreč         |
| Wu-chan           | Petra Kvitová                                     | Eugenie Bouchardová                             | 6–3, 6–4              |
| Wu-chan           | Martina Hingisová Flavia Pennettaová              | Cara Blacková Caroline Garciaová                | 6–4, 5–7, [12–10]     |
| Premier           |                                                   |                                                 |                       |
| Brisbane          | Serena Williamsová                                | Viktoria Azarenková                             | 6–4, 7–5              |
| Brisbane          | Alla Kudrjavcevová Anastasia Rodionovová          | Kristina Mladenovicová Galina Voskobojevová     | 6–3, 6–1              |
| Sydney            | Cvetana Pironkovová                               | Angelique Kerberová                             | 6–4, 6–4              |
| Sydney            | Tímea Babosová Lucie Šafářová                     | Sara Erraniová Roberta Vinciová                 | 7–5, 3–6, [10–7]      |
| Paříž             | Anastasija Pavljučenkovová                        | Sara Erraniová                                  | 3–6, 6–2, 6–3         |
| Paříž             | Anna-Lena Grönefeldová Květa Peschkeová           | Tímea Babosová Kristina Mladenovicová           | 6–7(7–9), 6–4, [10–5] |
| Dubaj             | Venus Williamsová                                 | Alizé Cornetová                                 | 6–3, 6–0              |
| Dubaj             | Alla Kudrjavcevová Anastasia Rodionovová          | Raquel Kopsová-Jonesová Abigail Spearsová       | 6–2, 5–7, [10–8]      |
| Charleston        | Andrea Petkovicová                                | Jana Čepelová                                   | 7–5, 6–2              |
| Charleston        | Anabel Medinaová Garriguesová Jaroslava Švedovová | Čan Chao-čching Čan Jung-žan                    | 7–6(7–4), 6–2         |
| Stuttgart         | Maria Šarapovová                                  | Ana Ivanovićová                                 | 3–6, 6–4, 6–1         |
| Stuttgart         | Sara Erraniová Roberta Vinciová                   | Cara Blacková Sania Mirzaová                    | 6–2, 6–3              |
| Birmingham        | Ana Ivanovićová                                   | Barbora Záhlavová-Strýcová                      | 6–3, 6–2              |
| Birmingham        | Raquel Kopsová-Jonesová Abigail Spearsová         | Ashleigh Bartyová Casey Dellacquová             | 7–6(7–1), 6–1         |
| Eastbourne        | Madison Keysová                                   | Angelique Kerberová                             | 6–3, 3–6, 7–5         |
| Eastbourne        | Čan Chao-čching Čan Jung-žan                      | Martina Hingisová Flavia Pennettaová            | 6–3, 5–7, [10–7]      |
| Stanford          | Serena Williamsová                                | Angelique Kerberová                             | 7–6(7–1), 6–3         |
| Stanford          | Garbiñe Muguruzaová Carla Suárezová Navarrová     | Paula Kaniová Kateřina Siniaková                | 6–2, 4–6, [10–5]      |
| New Haven         | Petra Kvitová                                     | Magdaléna Rybáriková                            | 6–4, 6–2              |
| New Haven         | Andreja Klepačová Sílvia Solerová Espinosová      | Marina Erakovicová Arantxa Parraová Santonjaová | 7–5, 4–6, [10–7]      |
| Tokio             | Ana Ivanovićová                                   | Caroline Wozniacká                              | 6–2, 7–6(7–2)         |
| Tokio             | Cara Blacková Sania Mirzaová                      | Garbiñe Muguruzaová Carla Suárezová Navarrová   | 6–2, 7–5              |
| Moskva            | Anastasija Pavljučenkovová                        | Irina-Camelia Beguová                           | 6–4, 5–7, 6–1         |
| Moskva            | Martina Hingisová Flavia Pennettaová              | Caroline Garciaová Arantxa Parraová Santonjaová | 6–3, 7–5              |

### 2015
| Turnaj            | Vítězky                                                    | Finalistky                                                 | Výsledek                     |
| ----------------- | ---------------------------------------------------------- | ---------------------------------------------------------- | ---------------------------- |
| Premier Mandatory |                                                            |                                                            |                              |
| Indian Wells      | Simona Halepová                                            | Jelena Jankovićová                                         | 2–6, 7–5, 6–4                |
| Indian Wells      | Martina Hingisová Sania Mirzaová                           | Jekatěrina Makarovová Jelena Vesninová                     | 6–3, 6–4                     |
| Miami             | Serena Williamsová                                         | Carla Suárezová Navarrová                                  | 6–2, 6–0                     |
| Miami             | Martina Hingisová Sania Mirzaová                           | Jekatěrina Makarovová Jelena Vesninová                     | 7–5, 6–1                     |
| Madrid            | Petra Kvitová                                              | Světlana Kuzněcovová                                       | 6–1, 6–2                     |
| Madrid            | Casey Dellacquová Jaroslava Švedovová                      | Garbiñe Muguruzaová Carla Suárezová Navarrová              | 6–3, 6–7(4–7), [10–5]        |
| Peking            | Garbiñe Muguruzaová                                        | Timea Bacsinszká                                           | 7–5, 6–4                     |
| Peking            | Martina Hingisová Sania Mirzaová                           | Čan Chao-čching Čan Jung-žan                               | 6–7(9–11), 6–1, [10–8]       |
| Premier 5         |                                                            |                                                            |                              |
| Dubaj             | Simona Halepová                                            | Karolína Plíšková                                          | 6–4, 7–6(7–4)                |
| Dubaj             | Tímea Babosová Kristina Mladenovicová                      | Garbiñe Muguruzaová Carla Suárezová Navarrová              | 6–3, 6–2                     |
| Řím               | Maria Šarapovová                                           | Carla Suárezová Navarrová                                  | 4–6, 7–5, 6–1                |
| Řím               | Tímea Babosová Kristina Mladenovicová                      | Martina Hingisová Sania Mirzaová                           | 6–4, 6–3                     |
| Toronto           | Belinda Bencicová                                          | Simona Halepová                                            | 7–6(7–5), 6–7(4–7), 3–0skreč |
| Toronto           | Bethanie Matteková-Sandsová Lucie Šafářová                 | Caroline Garciaová Katarina Srebotniková                   | 6–1, 6–2                     |
| Cincinnati        | Serena Williamsová                                         | Simona Halepová                                            | 6–3, 7–6(7–5)                |
| Cincinnati        | Čan Chao-čching Čan Jung-žan                               | Casey Dellacquová Jaroslava Švedovová                      | 7–5, 6–4                     |
| Wu-chan           | Venus Williamsová                                          | Garbiñe Muguruzaová                                        | 6–3, 3–0skreč                |
| Wu-chan           | Martina Hingisová Sania Mirzaová                           | Irina-Camelia Beguová Monica Niculescuová                  | 6–2, 6–3                     |
| Premier           |                                                            |                                                            |                              |
| Brisbane          | Maria Šarapovová                                           | Ana Ivanovićová                                            | 6–7(4–6), 6–3, 6–3           |
| Brisbane          | Martina Hingisová Sabine Lisická                           | Caroline Garciaová Katarina Srebotniková                   | 6–2, 7–5                     |
| Sydney            | Petra Kvitová                                              | Karolína Plíšková                                          | 7–6(7–5), 7–6(8–7)           |
| Sydney            | Bethanie Matteková-Sandsová Sania Mirzaová                 | Raquel Kopsová-Jonesová Abigail Spearsová                  | 6–3, 6–3                     |
| Antverpy          | Andrea Petkovicová                                         | Carla Suárezová Navarrová                                  | bez boje                     |
| Antverpy          | Anabel Medinaová Garriguesová Arantxa Parraová Santonjaová | An-Sophie Mestachová Alison Van Uytvancková                | 6–4, 3–6, [10–5]             |
| Dauhá             | Lucie Šafářová                                             | Viktoria Azarenková                                        | 6–4, 6–3                     |
| Dauhá             | Raquel Kopsová-Jonesová Abigail Spearsová                  | Sie Šu-wej Sania Mirzaová                                  | 6–4, 6–4                     |
| Charleston        | Angelique Kerberová                                        | Madison Keysová                                            | 6–2, 4–6, 7–5                |
| Charleston        | Martina Hingisová Sania Mirzaová                           | Casey Dellacquová Darija Juraková                          | 6–0, 6–4                     |
| Stuttgart         | Angelique Kerberová                                        | Caroline Wozniacká                                         | 3–6, 6–1, 7–5                |
| Stuttgart         | Lucie Šafářová Bethanie Matteková-Sandsová                 | Caroline Garciaová Katarina Srebotniková                   | 6–4, 6–3                     |
| Birmingham        | Angelique Kerberová                                        | Karolína Plíšková                                          | 6–7(5–7), 6–3, 7–6(7–4)      |
| Birmingham        | Garbiñe Muguruzaová Carla Suárezová Navarrová              | Andrea Hlaváčková Lucie Hradecká                           | 6–4, 6–4                     |
| Eastbourne        | Belinda Bencicová                                          | Agnieszka Radwańská                                        | 6–4, 4–6, 6–0                |
| Eastbourne        | Caroline Garciaová Katarina Srebotniková                   | Čan Jung-žan Čeng Ťie                                      | 7–6(7–5), 6–2                |
| Stanford          | Angelique Kerberová                                        | Karolína Plíšková                                          | 6–3, 5–7, 6–4                |
| Stanford          | Sü I-fan Čeng Saj-saj                                      | Anabel Medinaová Garriguesová Arantxa Parraová Santonjaová | 6–1, 6–3                     |
| New Haven         | Petra Kvitová                                              | Lucie Šafářová                                             | 6–7(6–8), 6–2, 6–2           |
| New Haven         | Julia Görgesová Lucie Hradecká                             | Čuang Ťia-žung Liang Čchen                                 | 6–3, 6–1                     |
| Tokio             | Agnieszka Radwańská                                        | Belinda Bencicová                                          | 6–2, 6–2                     |
| Tokio             | Garbiñe Muguruzaová Carla Suárezová Navarrová              | Čan Chao-čching Čan Jung-žan                               | 7–5, 6–1                     |
| Moskva            | Světlana Kuzněcovová                                       | Anastasija Pavljučenkovová                                 | 6–2, 6–1                     |
| Moskva            | Darja Kasatkinová Jelena Vesninová                         | Irina-Camelia Beguová Monica Niculescuová                  | 6–3, 6–7(7–9), [10–5]        |

### 2016
| Turnaj            | Vítězky                                        | Finalistky                                 | Výsledek              |
| ----------------- | ---------------------------------------------- | ------------------------------------------ | --------------------- |
| Premier Mandatory |                                                |                                            |                       |
| Indian Wells      | Viktoria Azarenková                            | Serena Williamsová                         | 6–4, 6–4              |
| Indian Wells      | Bethanie Matteková-Sandsová Coco Vandewegheová | Julia Görgesová Karolína Plíšková          | 4–6, 6–4, [10–6]      |
| Miami             | Viktoria Azarenková                            | Světlana Kuzněcovová                       | 6–3, 6–2              |
| Miami             | Bethanie Matteková-Sandsová Lucie Šafářová     | Tímea Babosová Jaroslava Švedovová         | 6–3, 6–4              |
| Madrid            | Simona Halepová                                | Dominika Cibulková                         | 6–2, 6–4              |
| Madrid            | Caroline Garciaová Kristina Mladenovicová      | Martina Hingisová Sania Mirzaová           | 6–4, 6–4              |
| Peking            | Agnieszka Radwańská                            | Johanna Kontaová                           | 6–4, 6–2              |
| Peking            | Bethanie Matteková-Sandsová Lucie Šafářová     | Caroline Garciaová Kristina Mladenovicová  | 6–4, 6–4              |
| Premier 5         |                                                |                                            |                       |
| Dauhá             | Carla Suárezová Navarrová                      | Jeļena Ostapenková                         | 1–6, 6–4, 6–4         |
| Dauhá             | Čan Chao-čching Čan Jung-žan                   | Sara Erraniová Carla Suárezová Navarrová   | 6–3, 6–3              |
| Řím               | Serena Williamsová                             | Madison Keysová                            | 7–6(7–5), 6–3         |
| Řím               | Martina Hingisová Sania Mirzaová               | Jekatěrina Makarovová Jelena Vesninová     | 6–1, 6–7(5–7), [10–3] |
| Montréal          | Simona Halepová                                | Madison Keysová                            | 7–6(7–2), 6–3         |
| Montréal          | Jekatěrina Makarovová Jelena Vesninová         | Simona Halepová Monica Niculescuová        | 6–3, 7–6(7–5)         |
| Cincinnati        | Karolína Plíšková                              | Angelique Kerberová                        | 6–3, 6–1              |
| Cincinnati        | Sania Mirzaová Barbora Strýcová                | Martina Hingisová Coco Vandewegheová       | 7–5, 6–4              |
| Wu-chan           | Petra Kvitová                                  | Dominika Cibulková                         | 6–1, 6–1              |
| Wu-chan           | Bethanie Matteková-Sandsová Lucie Šafářová     | Sania Mirzaová Barbora Strýcová            | 6–1, 6–4              |
| Premier           |                                                |                                            |                       |
| Brisbane          | Viktoria Azarenková                            | Angelique Kerberová                        | 6–3, 6–1              |
| Brisbane          | Martina Hingisová Sania Mirzaová               | Angelique Kerberová Andrea Petkovicová     | 7–5, 6–1              |
| Sydney            | Světlana Kuzněcovová                           | Mónica Puigová                             | 6–0, 6–2              |
| Sydney            | Martina Hingisová Sania Mirzaová               | Caroline Garciaová Kristina Mladenovicová  | 1–6, 7–5, [10–5]      |
| Petrohrad         | Roberta Vinciová                               | Belinda Bencicová                          | 6–4, 6–3              |
| Petrohrad         | Martina Hingisová Sania Mirzaová               | Věra Duševinová Barbora Krejčíková         | 6–3, 6–1              |
| Dubaj             | Sara Erraniová                                 | Barbora Strýcová                           | 6–0, 6–2              |
| Dubaj             | Čuang Ťia-žung Darija Juraková                 | Caroline Garciaová Kristina Mladenovicová  | 6–4, 6–4              |
| Charleston        | Sloane Stephensová                             | Jelena Vesninová                           | 7–6(7–4), 6–2         |
| Charleston        | Caroline Garciaová Kristina Mladenovicová      | Bethanie Matteková-Sandsová Lucie Šafářová | 6–2, 7–5              |
| Stuttgart         | Angelique Kerberová                            | Laura Siegemundová                         | 6–4, 6–0              |
| Stuttgart         | Caroline Garciaová Kristina Mladenovicová      | Martina Hingisová Sania Mirzaová           | 2–6, 6–1, [10–6]      |
| Birmingham        | Madison Keysová                                | Barbora Strýcová                           | 6–3, 6–4              |
| Birmingham        | Karolína Plíšková Barbora Strýcová             | Vania Kingová Alla Kudrjavcevová           | 6–3, 7–6(7–1)         |
| Eastbourne        | Dominika Cibulková                             | Karolína Plíšková                          | 7–5, 6–3              |
| Eastbourne        | Darija Juraková Anastasia Rodionovová          | Čan Chao-čching Čan Jung-žan               | 5–7, 7–6(7–4), [10–6] |
| Stanford          | Johanna Kontaová                               | Venus Williamsová                          | 7–5, 5–7, 6–2         |
| Stanford          | Raquel Atawová Abigail Spearsová               | Darija Juraková Anastasia Rodionovová      | 6–3, 6–4              |
| New Haven         | Agnieszka Radwańská                            | Elina Svitolinová                          | 6–1, 7–6(7–3)         |
| New Haven         | Sania Mirzaová Monica Niculescuová             | Kateryna Bondarenková Čuang Ťia-žung       | 7–5, 6–4              |
| Tokio             | Caroline Wozniacká                             | Naomi Ósakaová                             | 7–5, 6–3              |
| Tokio             | Sania Mirzaová Barbora Strýcová                | Liang Čchen Jang Čao-süan                  | 6–1, 6–1              |
| Moskva            | Světlana Kuzněcovová                           | Darja Gavrilovová                          | 6–2, 6–1              |
| Moskva            | Andrea Hlaváčková Lucie Hradecká               | Darja Gavrilovová Darja Kasatkinová        | 4–6, 6–0, [10–7]      |

### 2017
| Turnaj            | Vítězky                                             | Finalistky                              | Výsledek            |
| ----------------- | --------------------------------------------------- | --------------------------------------- | ------------------- |
| Premier Mandatory |                                                     |                                         |                     |
| Indian Wells      | Jelena Vesninová                                    | Světlana Kuzněcovová                    | 6–7(6–8), 7–5, 6–4  |
| Indian Wells      | Čan Jung-žan Martina Hingisová                      | Lucie Hradecká Kateřina Siniaková       | 7–6(7–4), 6–2       |
| Miami             | Johanna Kontaová                                    | Caroline Wozniacká                      | 6–4, 6–3            |
| Miami             | Gabriela Dabrowská Sü I-fan                         | Sania Mirzaová Barbora Strýcová         | 6–4, 6–3            |
| Madrid            | Simona Halepová                                     | Kristina Mladenovicová                  | 7–5, 6–7(5–7), 6–2  |
| Madrid            | Čan Jung-žan Martina Hingisová                      | Tímea Babosová Andrea Hlaváčková        | 6–4, 6–3            |
| Peking            | Caroline Garciaová                                  | Simona Halepová                         | 6–4, 7–6(7–3)       |
| Peking            | Čan Jung-žan Martina Hingisová                      | Tímea Babosová Andrea Hlaváčková        | 6–1, 6–4            |
| Premier 5         |                                                     |                                         |                     |
| Dubaj             | Elina Svitolinová                                   | Caroline Wozniacká                      | 6–4, 6–2            |
| Dubaj             | Jekatěrina Makarovová Jelena Vesninová              | Andrea Hlaváčková Pcheng Šuaj           | 6–2, 4–6, [10–7]    |
| Řím               | Elina Svitolinová                                   | Simona Halepová                         | 4–6, 7–5, 6–1       |
| Řím               | Čan Jung-žan Martina Hingisová                      | Jekatěrina Makarovová Jelena Vesninová  | 7–5, 7–6(7–4)       |
| Toronto           | Elina Svitolinová                                   | Caroline Wozniacká                      | 6–4, 6–0            |
| Toronto           | Jekatěrina Makarovová Jelena Vesninová              | Anna-Lena Grönefeldová Květa Peschkeová | 6–0, 6–4            |
| Cincinnati        | Garbiñe Muguruzaová                                 | Simona Halepová                         | 6–1, 6–0            |
| Cincinnati        | Čan Jung-žan Martina Hingisová                      | Sie Šu-wej Monica Niculescuová          | 4–6, 6–4, [10–7]    |
| Wu-chan           | Caroline Garciaová                                  | Ashleigh Bartyová                       | 6–73–7, 7–67–4, 6–2 |
| Wu-chan           | Čan Jung-žan Martina Hingisová                      | Šúko Aojamová Jang Čao-süan             | 7–67–5, 3–6, [10–4] |
| Premier           |                                                     |                                         |                     |
| Brisbane          | Karolína Plíšková                                   | Alizé Cornetová                         | 6–0, 6–3            |
| Brisbane          | Bethanie Matteková-Sandsová Sania Mirzaová          | Jekatěrina Makarovová Jelena Vesninová  | 6–2, 6–3            |
| Sydney            | Johanna Kontaová                                    | Agnieszka Radwańská                     | 6–4, 6–2            |
| Sydney            | Tímea Babosová Anastasija Pavljučenkovová           | Sania Mirzaová Barbora Strýcová         | 6–4, 6–4            |
| Petrohrad         | Kristina Mladenovicová                              | Julia Putincevová                       | 6–2, 6–7(3–7), 6–4  |
| Petrohrad         | Jeļena Ostapenková Alicja Rosolská                  | Darija Juraková Xenia Knollová          | 3–6, 6–2, [10–5]    |
| Dauhá             | Karolína Plíšková                                   | Caroline Wozniacká                      | 6–3, 6–4            |
| Dauhá             | Abigail Spearsová Katarina Srebotniková             | Olga Savčuková Jaroslava Švedovová      | 6–3, 7–6(9–7)       |
| Charleston        | Darja Kasatkinová                                   | Jeļena Ostapenková                      | 6–3, 6–1            |
| Charleston        | Bethanie Matteková-Sandsová Lucie Šafářová          | Lucie Hradecká Kateřina Siniaková       | 6–1, 4–6, [10–7]    |
| Stuttgart         | Laura Siegemundová                                  | Kristina Mladenovicová                  | 6–1, 2–6, 7–6(7–5)  |
| Stuttgart         | Raquel Atawová Jeļena Ostapenková                   | Abigail Spearsová Katarina Srebotniková | 6–4, 6–4            |
| Birmingham        | Petra Kvitová                                       | Ashleigh Bartyová                       | 4–6, 6–3, 6–2       |
| Birmingham        | Ashleigh Bartyová Casey Dellacquová                 | Čan Chao-čching Čang Šuaj               | 6–1, 2–6, [10–8]    |
| Eastbourne        | Karolína Plíšková                                   | Caroline Wozniacká                      | 6–4, 6–4            |
| Eastbourne        | Čan Jung-žan Martina Hingisová                      | Ashleigh Bartyová Casey Dellacquová     | 6–3, 7–5            |
| Stanford          | Madison Keysová                                     | Coco Vandewegheová                      | 7–6(7–4), 6–4       |
| Stanford          | Abigail Spearsová Coco Vandewegheová                | Alizé Cornetová Alicja Rosolská         | 6–2, 6–3            |
| New Haven         | Darja Gavrilovová                                   | Dominika Cibulková                      | 4–6, 6–3, 6–4       |
| New Haven         | Gabriela Dabrowská Sü I-fan                         | Ashleigh Bartyová Casey Dellacquová     | 3–6, 6–3, [10–8]    |
| Tokio             | Caroline Wozniacká                                  | Anastasija Pavljučenkovová              | 6–0, 7–5            |
| Tokio             | Andreja Klepačová María José Martínezová Sánchezová | Darja Gavrilovová Darja Kasatkinová     | 6–3, 6–2            |
| Moskva            | Julia Görgesová                                     | Darja Kasatkinová                       | 6–1, 6–2            |
| Moskva            | Tímea Babosová Andrea Hlaváčková                    | Nicole Melicharová Anna Smithová        | 6–2, 3–6, [10–3]    |

### 2018
| Turnaj            | Vítězky                                    | Finalistky                                          | Výsledek              |
| ----------------- | ------------------------------------------ | --------------------------------------------------- | --------------------- |
| Premier Mandatory |                                            |                                                     |                       |
| Indian Wells      | Naomi Ósakaová                             | Darja Kasatkinová                                   | 6–3, 6–2              |
| Indian Wells      | Sie Šu-wej Barbora Strýcová                | Jekatěrina Makarovová Jelena Vesninová              | 6–4, 6–4              |
| Miami             | Sloane Stephensová                         | Jeļena Ostapenková                                  | 7–6(7–5), 6–1         |
| Miami             | Ashleigh Bartyová Coco Vandewegheová       | Barbora Krejčíková Kateřina Siniaková               | 6–2, 6–1              |
| Madrid            | Petra Kvitová                              | Kiki Bertensová                                     | 7–6(8–6), 4–6, 6–3    |
| Madrid            | Jekatěrina Makarovová Jelena Vesninová     | Tímea Babosová Kristina Mladenovicová               | 2–6, 6–4, [10–8]      |
| Peking            | Caroline Wozniacká                         | Anastasija Sevastovová                              | 6–3, 6–3              |
| Peking            | Andrea Sestini Hlaváčková Barbora Strýcová | Gabriela Dabrowská Sü I-fan                         | 4–6, 6–4, [10–8]      |
| Premier 5         |                                            |                                                     |                       |
| Dauhá             | Petra Kvitová                              | Garbiñe Muguruzaová                                 | 3–6, 6–3, 6–4         |
| Dauhá             | Gabriela Dabrowská Jeļena Ostapenková      | Andreja Klepačová María José Martínezová Sánchezová | 6–3, 6–3              |
| Řím               | Elina Svitolinová                          | Simona Halepová                                     | 6–0, 6–4              |
| Řím               | Ashleigh Bartyová Demi Schuursová          | Andrea Sestini Hlaváčková Barbora Strýcová          | 6–3, 6–4              |
| Montréal          | Simona Halepová                            | Sloane Stephensová                                  | 7–6(8–6), 3–6, 6–4    |
| Montréal          | Ashleigh Bartyová Demi Schuursová          | Latisha Chan Jekatěrina Makarovová                  | 4–6, 6–3, [10–8]      |
| Cincinnati        | Kiki Bertensová                            | Simona Halepová                                     | 2–6, 7–6(8–6), 6–2    |
| Cincinnati        | Lucie Hradecká Jekatěrina Makarovová       | Elise Mertensová Demi Schuursová                    | 6–2, 7–5              |
| Wu-chan           | Aryna Sabalenková                          | Anett Kontaveitová                                  | 6–3, 6–3              |
| Wu-chan           | Elise Mertensová Demi Schuursová           | Andrea Sestini Hlaváčková Barbora Strýcová          | 6–3, 6–3              |
| Premier           |                                            |                                                     |                       |
| Brisbane          | Elina Svitolinová                          | Aljaksandra Sasnovičová                             | 6–2, 6–1              |
| Brisbane          | Kiki Bertensová Demi Schuursová            | Andreja Klepačová María José Martínezová Sánchezová | 7–5, 6–2              |
| Sydney            | Angelique Kerberová                        | Ashleigh Bartyová                                   | 6–4, 6–4              |
| Sydney            | Gabriela Dabrowská Sü I-fan                | Latisha Chan Andrea Sestini Hlaváčková              | 6–3, 6–1              |
| Petrohrad         | Petra Kvitová                              | Kristina Mladenovicová                              | 6–1, 6–2              |
| Petrohrad         | Timea Bacsinszká Věra Zvonarevová          | Alla Kudrjavcevová Katarina Srebotniková            | 2–6, 6–1, [10–3]      |
| Dubaj             | Elina Svitolinová                          | Darja Kasatkinová                                   | 6–4, 6–0              |
| Dubaj             | Čan Chao-čching Jang Čao-süan              | Sie Šu-wej Pcheng Šuaj                              | 4–6, 6–2, [10–6]      |
| Charleston        | Kiki Bertensová                            | Julia Görgesová                                     | 6–2, 6–1              |
| Charleston        | Alla Kudrjavcevová Katarina Srebotniková   | Andreja Klepačová María José Martínezová Sánchezová | 6–3, 6–3              |
| Stuttgart         | Karolína Plíšková                          | Coco Vandewegheová                                  | 7–6(7–2), 6–4         |
| Stuttgart         | Raquel Atawová Anna-Lena Grönefeldová      | Nicole Melicharová Květa Peschkeová                 | 6–4, 6–7(5–7), [10–5] |
| Birmingham        | Petra Kvitová                              | Magdaléna Rybáriková                                | 4–6, 6–1, 6–2         |
| Birmingham        | Tímea Babosová Kristina Mladenovicová      | Elise Mertensová Demi Schuursová                    | 4–6, 6–3, [10–8]      |
| Eastbourne        | Caroline Wozniacká                         | Aryna Sabalenková                                   | 7–5, 7–6(7–5)         |
| Eastbourne        | Gabriela Dabrowská Sü I-fan                | Irina-Camelia Beguová Mihaela Buzărnescuová         | 6–3, 7–5              |
| Stanford          | Mihaela Buzărnescuová                      | Maria Sakkariová                                    | 6–1, 6–0              |
| Stanford          | Latisha Chan Květa Peschkeová              | Ljudmyla Kičenoková Nadija Kičenoková               | 6–4, 6–1              |
| New Haven         | Aryna Sabalenková                          | Carla Suárezová Navarrová                           | 6–1, 6–4              |
| New Haven         | Andrea Sestini Hlaváčková Barbora Strýcová | Sie Šu-wej Laura Siegemundová                       | 6–4, 6–7(7–9), [10–4] |
| Tokio             | Karolína Plíšková                          | Naomi Ósakaová                                      | 6–4, 6–4              |
| Tokio             | Miju Katová Makoto Ninomijová              | Andrea Sestini Hlaváčková Barbora Strýcová          | 6–4, 6–4              |
| Moskva            | Darja Kasatkinová                          | Ons Džabúrová                                       | 2–6, 7–6(7–3), 6–4    |
| Moskva            | Alexandra Panovová Laura Siegemundová      | Darija Juraková Ioana Raluca Olaruová               | 6–2, 7–6(7–2)         |

### 2019
| Turnaj            | Vítězky                                      | Finalistky                                      | Výsledek              |
| ----------------- | -------------------------------------------- | ----------------------------------------------- | --------------------- |
| Premier Mandatory |                                              |                                                 |                       |
| Indian Wells      | Bianca Andreescuová                          | Angelique Kerberová                             | 6–4, 3–6, 6–4         |
| Indian Wells      | Elise Mertensová Aryna Sabalenková           | Barbora Krejčíková Kateřina Siniaková           | 6–3, 6–2              |
| Miami             | Ashleigh Bartyová                            | Karolína Plíšková                               | 7–6(7–1), 6–3         |
| Miami             | Elise Mertensová Aryna Sabalenková           | Samantha Stosurová Čang Šuaj                    | 7–6(7–5), 6–2         |
| Madrid            | Kiki Bertensová                              | Simona Halepová                                 | 6–4, 6–4              |
| Madrid            | Sie Šu-wej Barbora Strýcová                  | Gabriela Dabrowská Sü I-fan                     | 6–3, 6–1              |
| Peking            | Naomi Ósakaová                               | Ashleigh Bartyová                               | 3–6, 6–3, 6–2         |
| Peking            | Sofia Keninová Bethanie Matteková-Sandsová   | Jeļena Ostapenková Dajana Jastremská            | 6–3, 6–7(5–7), [10–7] |
| Premier 5         |                                              |                                                 |                       |
| Dubaj             | Belinda Bencicová                            | Petra Kvitová                                   | 6–3, 1–6, 6–2         |
| Dubaj             | Sie Šu-wej Barbora Strýcová                  | Lucie Hradecká Jekatěrina Makarovová            | 6–4, 6–4              |
| Řím               | Karolína Plíšková                            | Johanna Kontaová                                | 6–3, 6–4              |
| Řím               | Viktoria Azarenková Ashleigh Bartyová        | Anna-Lena Grönefeldová Demi Schuursová          | 4–6, 6–0, [10–3]      |
| Toronto           | Bianca Andreescuová                          | Serena Williamsová                              | 3–1 skreč             |
| Toronto           | Barbora Krejčíková Kateřina Siniaková        | Anna-Lena Grönefeldová Demi Schuursová          | 7–5, 6–0              |
| Cincinnati        | Madison Keysová                              | Světlana Kuzněcovová                            | 7–5, 7–6(7–5)         |
| Cincinnati        | Lucie Hradecká Andreja Klepačová             | Anna-Lena Grönefeldová Demi Schuursová          | 6–4, 6–1              |
| Wu-chan           | Aryna Sabalenková                            | Alison Riskeová                                 | 6–3, 3–6, 6–1         |
| Wu-chan           | Tuan Jing-jing Veronika Kuděrmetovová        | Elise Mertensová Aryna Sabalenková              | 7–6(7–3), 6–2         |
| Premier 700       |                                              |                                                 |                       |
| Brisbane          | Karolína Plíšková                            | Lesja Curenková                                 | 4–6, 7–5, 6–2         |
| Brisbane          | Nicole Melicharová Květa Peschkeová          | Čan Chao-čching Latisha Chan                    | 6–1, 6–1              |
| Sydney            | Petra Kvitová                                | Ashleigh Bartyová                               | 1–6, 7–5, 7–6(7–6)    |
| Sydney            | Aleksandra Krunićová Kateřina Siniaková      | Eri Hozumiová Alicja Rosolská                   | 6–1, 7–6(7–3)         |
| Petrohrad         | Kiki Bertensová                              | Donna Vekićová                                  | 7–6(7–2), 6–4         |
| Petrohrad         | Margarita Gasparjanová Jekatěrina Makarovová | Anna Kalinská Viktória Kužmová                  | 7–5, 7–5              |
| Dauhá             | Elise Mertensová                             | Simona Halepová                                 | 3–6, 6–4, 6–3         |
| Dauhá             | Čan Chao-čching Latisha Chan                 | Anna-Lena Grönefeldová Demi Schuursová          | 6–1, 3–6, [10–6]      |
| Charleston        | Madison Keysová                              | Caroline Wozniacká                              | 7–6(7–5), 6–3         |
| Charleston        | Anna-Lena Grönefeldová Alicja Rosolská       | Irina Chromačovová Veronika Kuděrmetovová       | 7–6(9–7), 6–2         |
| Stuttgart         | Petra Kvitová                                | Anett Kontaveitová                              | 6–3, 7–6(7–2)         |
| Stuttgart         | Mona Barthelová Anna-Lena Friedsamová        | Anastasija Pavljučenkovová Lucie Šafářová       | 2–6, 6–3, [10–6]      |
| Birmingham        | Ashleigh Bartyová                            | Julia Görgesová                                 | 6–3, 7–5              |
| Birmingham        | Sie Šu-wej Barbora Strýcová                  | Anna-Lena Grönefeldová Demi Schuursová          | 6–4, 6–7(4–7), [10–8] |
| Eastbourne        | Karolína Plíšková                            | Angelique Kerberová                             | 6–1, 6–4              |
| Eastbourne        | Čan Chao-čching Latisha Chan                 | Kirsten Flipkensová Bethanie Matteková-Sandsová | 2–6, 6–3, [10–6]      |
| Stanford          | Čeng Saj-saj                                 | Aryna Sabalenková                               | 6–3, 7–6(7–3)         |
| Stanford          | Nicole Melicharová Květa Peschkeová          | Šúko Aojamová Ena Šibaharaová                   | 6–4, 6–4              |
| Čeng-čou          | Karolína Plíšková                            | Petra Martićová                                 | 6–3, 6–2              |
| Čeng-čou          | Nicole Melicharová Květa Peschkeová          | Yanina Wickmayerová Tamara Zidanšeková          | 6–1, 7–6(7–2)         |
| Tokio             | Naomi Ósakaová                               | Anastasija Pavljučenkovová                      | 6–2, 6–3              |
| Tokio             | Čan Chao-čching Latisha Chan                 | Sie Šu-wej Sie Jü-čch'-e                        | 7–5, 7–5              |
| Moskva            | Belinda Bencicová                            | Anastasija Pavljučenkovová                      | 3–6, 6–1, 6–1         |
| Moskva            | Šúko Aojamová Ena Šibaharaová                | Kirsten Flipkensová Bethanie Matteková-Sandsová | 6–2, 6–1              |

### 2020
| Turnaj                | Vítězky                            | Finalistky                                  | Výsledek                       |
| --------------------- | ---------------------------------- | ------------------------------------------- | ------------------------------ |
| Premier Mandatory     |                                    |                                             |                                |
| Indian Wells          | zrušeno pro pandemii covidu-19     | zrušeno pro pandemii covidu-19              | zrušeno pro pandemii covidu-19 |
| Miami                 | zrušeno pro pandemii covidu-19     | zrušeno pro pandemii covidu-19              | zrušeno pro pandemii covidu-19 |
| Madrid                | zrušeno pro pandemii covidu-19     | zrušeno pro pandemii covidu-19              | zrušeno pro pandemii covidu-19 |
| Peking                | zrušeno pro pandemii covidu-19     | zrušeno pro pandemii covidu-19              | zrušeno pro pandemii covidu-19 |
| Premier 5             |                                    |                                             |                                |
| Dauhá                 | Aryna Sabalenková                  | Petra Kvitová                               | 6–3, 6–3                       |
| Dauhá                 | Sie Šu-wej Barbora Strýcová        | Gabriela Dabrowská Jeļena Ostapenková       | 6–2, 5–7, [10–2]               |
| Montréal              | zrušeno pro pandemii covidu-19     | zrušeno pro pandemii covidu-19              | zrušeno pro pandemii covidu-19 |
| Cincinnati (New York) | Viktoria Azarenková                | Naomi Ósakaová                              | bez boje                       |
| Cincinnati (New York) | Květa Peschkeová Demi Schuursová   | Nicole Melicharová Sü I-fan                 | 6–1, 4–6, [10–4]               |
| Řím                   | Simona Halepová                    | Karolína Plíšková                           | 6–0, 2–1skreč                  |
| Řím                   | Sie Šu-wej Barbora Strýcová        | Anna-Lena Friedsamová Ioana Raluca Olaruová | 6–2, 6–2                       |
| Wu-chan               | zrušeno pro pandemii covidu-19     | zrušeno pro pandemii covidu-19              | zrušeno pro pandemii covidu-19 |
| Premier               |                                    |                                             |                                |
| Brisbane              | Karolína Plíšková                  | Madison Keysová                             | 6–4, 4–6, 7–5                  |
| Brisbane              | Sie Šu-wej Barbora Strýcová        | Ashleigh Bartyová Kiki Bertensová           | 3–6, 7–6(9–7), [10–8]          |
| Adelaide              | Ashleigh Bartyová                  | Dajana Jastremská                           | 6–2, 7–5                       |
| Adelaide              | Nicole Melicharová Sü I-fan        | Gabriela Dabrowská Darija Juraková          | 2–6, 7–5, [10–5]               |
| Petrohrad             | Kiki Bertensová                    | Jelena Rybakinová                           | 6–1, 6–3                       |
| Petrohrad             | Šúko Aojamová Ena Šibaharaová      | Kaitlyn Christianová Alexa Guarachiová      | 4–6, 6–0, [10–3]               |
| Dubaj                 | Simona Halepová                    | Jelena Rybakinová                           | 3–6, 6–3, 7–6(7–5)             |
| Dubaj                 | Sie Šu-wej Barbora Strýcová        | Barbora Krejčíková Čeng Saj-saj             | 7–5, 3–6, [10–5]               |
| Charleston            | zrušeno pro pandemii covidu-19     | zrušeno pro pandemii covidu-19              | zrušeno pro pandemii covidu-19 |
| Stuttgart             | zrušeno pro pandemii covidu-19     | zrušeno pro pandemii covidu-19              | zrušeno pro pandemii covidu-19 |
| Berlín                | zrušeno pro pandemii covidu-19     | zrušeno pro pandemii covidu-19              | zrušeno pro pandemii covidu-19 |
| Eastbourne            | zrušeno pro pandemii covidu-19     | zrušeno pro pandemii covidu-19              | zrušeno pro pandemii covidu-19 |
| San José              | zrušeno pro pandemii covidu-19     | zrušeno pro pandemii covidu-19              | zrušeno pro pandemii covidu-19 |
| Čeng-čou              | zrušeno pro pandemii covidu-19     | zrušeno pro pandemii covidu-19              | zrušeno pro pandemii covidu-19 |
| Tokio                 | zrušeno pro pandemii covidu-19     | zrušeno pro pandemii covidu-19              | zrušeno pro pandemii covidu-19 |
| Ostrava               | Aryna Sabalenková                  | Viktoria Azarenková                         | 6–2, 6–2                       |
| Ostrava               | Elise Mertensová Aryna Sabalenková | Gabriela Dabrowská Luisa Stefaniová         | 6–1, 6–3                       |
| Moskva                | zrušeno pro pandemii covidu-19     | zrušeno pro pandemii covidu-19              | zrušeno pro pandemii covidu-19 |